# L'Aventurière (film 1907)
L'Aventurière è un cortometraggio muto del 1907. Il nome del regista non viene riportato nei credit.

## Produzione
Il film fu prodotto dalla Pathé Frères.

## Distribuzione
Distribuito dalla Pathé Frères, il film - un cortometraggio in una bobina - uscì nelle sale francesi nel 1907. La compagnia francese lo importò e lo distribuì negli Stati Uniti il 28 settembre 1907 con il titolo inglese The Adventuress.